# Samuel Hieronymus Grimm

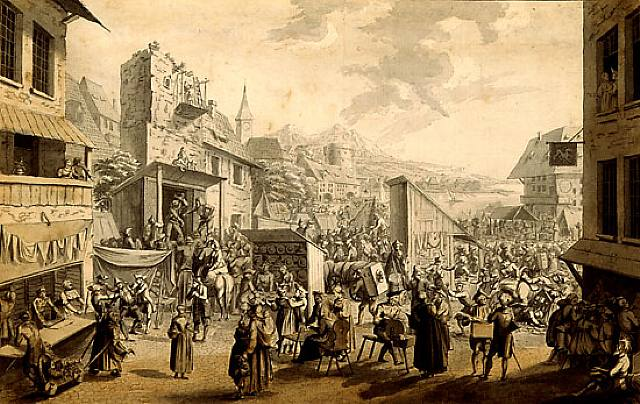
Landleben, Tuschezeichnung, 1765

Samuel Hieronymus Grimm (* 18. Januar 1733 in Burgdorf; † 14. April 1794 in London) war ein Schweizer Landschaftsmaler und Dichter.

## Leben und Werk
Nach seiner Ausbildung als Kaufmann besuchte Samuel Hieronymus Grimm eine Kunstacadémie in Bern, wo er unter Johann Ludwig Aberli studierte. Nach einem Aufenthalt in Frankreich reiste er 1768 nach London. In den folgenden Jahren verdiente Grimm seinen Lebensunterhalt als Zeichenlehrer und reiste oft mit seinen wohlhabenden Schülern durch Grossbritannien – dabei entstanden zahlreiche Skizzen und Zeichnungen.
Grimm schuf viele Vorlagen für Kupferstiche des Zürcher Künstlers Johann Rudolf Holzhalb (1723–1806) zur Illustration literarischer Werke, z. B. die Satiren von Aulus Persius Flaccus (Bern 1765), eine Gesamtausgabe der Werke von Ewald Christian von Kleist (Bern 1765), gesammelte Satiren von Gottlieb Wilhelm Rabener (Bern 1765), poetische Werke von Friedrich von Hagedorn (Bern 1766/1771), eine Gesamtausgabe der Werke von Christian Fürchtegott Gellert (Bern 1768), die Schweizerlieder von Johann Caspar Lavater (Bern 1768), Johann Georg Zimmermanns Vom Nationalstolze (Zürich 1768) oder Sämtliche Gedichte von Friedrich Rudolph Ludwig von Canitz (Bern 1770).